# A Ferencvárosi TC 2001–2002-es szezonja
A Ferencvárosi TC 2001–2002-es szezonja szócikk a Ferencvárosi TC első számú férfi labdarúgócsapatának egy szezonjáról szól, mely összességében és sorozatban is a 101. idénye volt a csapatnak a magyar első osztályban. A klub fennállásának ekkor volt a 103. évfordulója.

## Mérkőzések
| Színmagyarázat | Színmagyarázat |
| -------------- | -------------- |
|                | Győzelem.      |
|                | Döntetlen.     |
|                | Vereség.       |

### Bajnokok Ligája
2. selejtezőkör
| 2001. július 25. 20:15 |

| Ferencváros          | 0 – 0               | Hajduk Split              |
| -------------------- | ------------------- | ------------------------- |
| Cheregi 61' Gera 89' | (0 – 0) Jegyzőkönyv | Butorović 12' Đolonga 54' |

| Üllői út, Budapest Nézőszám: 9 000 Játékvezető: Mikko Vuorela (finn) |

| 2001. augusztus 1. 20:15 |

| Hajduk Split                                  | 5 – 4 (h. u.)                     | Ferencváros                                               |
| --------------------------------------------- | --------------------------------- | --------------------------------------------------------- |
| Đolonga 24' Musa 58' Asanović 78' Carević 86' | (0 – 0, 0 – 0, 0 – 0) Jegyzőkönyv | Hrutka 57' Gyepes 87' Gera 93' Kriston 94' Szkukalek 105' |

| Gradski stadion u Poljudu, Split Nézőszám: 30 000 Játékvezető: Orhan Erdemir (magyar) |

- Büntetőrúgások után alakult ki a végeredmény.

### Borsodi Liga 2001–02

#### Őszi fordulók
| 1. forduló 2001. július 14. |

| Ferencváros  | 0 – 1               | Zalaegerszegi TE                                          |
| ------------ | ------------------- | --------------------------------------------------------- |
| Dragóner 36′ | (0 – 1) Jegyzőkönyv | Egressy 33' Babati 36' Urbán 39' Molnár 53' Kenesei 90+1' |

| Üllői út, Budapest Nézőszám: 6 000 Játékvezető: Szabó Zsolt (magyar) |

| 2. forduló 2001. július 21. |

| Kispest–Honvéd                    | 1 – 0               | Ferencváros                      |
| --------------------------------- | ------------------- | -------------------------------- |
| Faragó 68' (11-esből) Aranyos 49' | (0 – 0) Jegyzőkönyv | Lipcsei 32' Nagy 39' Kriston 64' |

| Bozsik József Stadion, Budapest Nézőszám: 5 000 Játékvezető: Juhos Attila (magyar) |

| 3. forduló 2001. július 28. |

| Ferencváros                                            | 2 – 1               | Újpest                 |
| ------------------------------------------------------ | ------------------- | ---------------------- |
| Korolovszky 5' (öngól) Vén 71' Zombori 59' Lipcsei 74' | (1 – 0) Jegyzőkönyv | Tokody 49' Szélesi 61' |

| Üllői út, Budapest Nézőszám: 13 000 Játékvezető: Megyebíró János (magyar) |

| 4. forduló 2001. augusztus 5. |

| FC Sopron                                      | 1 – 2               | Ferencváros                              |
| ---------------------------------------------- | ------------------- | ---------------------------------------- |
| Somogyi 24' (11-esből) Salagean 15' Vincze 77' | (1 – 1) Jegyzőkönyv | Hrutka 29' Kriston 57' 11' Szkukalek 80' |

| Káposztás utcai Stadion, Sopron Nézőszám: 6 000 Játékvezető: Bede Ferenc (magyar) |

| 5. forduló 2001. augusztus 10. |

| Ferencváros                                              | 4 – 0               | Videoton            |
| -------------------------------------------------------- | ------------------- | ------------------- |
| Hrutka 50' 89' Jančula 60' Szűcs 65' (11-esből) Gera 72' | (0 – 0) Jegyzőkönyv | Terjék 6' Tímár 61' |

| Üllői út, Budapest Nézőszám: 4 000 Játékvezető: Bukovics József (magyar) |

| 6. forduló 2001. augusztus 18. |

| Dunaferr SE | 0 – 1               | Ferencváros |
| ----------- | ------------------- | ----------- |
|             | (0 – 0) Jegyzőkönyv | Hrutka 57'  |

| Dunaújváros Nézőszám: 5 000 Játékvezető: Hanacsek Attila (magyar) |

| 7. forduló 2001. augusztus 24. |

| Ferencváros                             | 3 – 1               | Haladás                                  |
| --------------------------------------- | ------------------- | ---------------------------------------- |
| Pinte 11' Gera 60' Jović 84' Hrutka 32' | (1 – 0) Jegyzőkönyv | Preisinger 71' Nagy 39′, 80′ Leandro 73' |

| Üllői út, Budapest Nézőszám: 7 000 Játékvezető: Kiss Béla (magyar) |

| 8. forduló 2001. szeptember 8. |

| Ferencváros                       | 0 – 1               | Debreceni VSC                           |
| --------------------------------- | ------------------- | --------------------------------------- |
| Pinte 31' Zombori 52' Cheregi 90′ | (0 – 0) Jegyzőkönyv | Kuttor 74' 26' Bernáth 20' Vadicska 77' |

| Üllői út, Budapest Nézőszám: 6 200 Játékvezető: Juhos Attila (magyar) |

| 9. forduló 2001. szeptember 14. |

| Vasas         | 1 – 3               | Ferencváros                                  |
| ------------- | ------------------- | -------------------------------------------- |
| Gyánó 61' 61' | (0 – 0) Jegyzőkönyv | Jović 55' 55' Horváth 86' (11-esből) 90' 86' |

| Fáy utca, Budapest Nézőszám: 7 000 Játékvezető: Megyebíró János (magyar) |

| 10. forduló 2001. szeptember 22. |

| Ferencváros                           | 3 – 1               | Győri ETO |
| ------------------------------------- | ------------------- | --------- |
| Horváth 5' 37' (11-esből) Lipcsei 45' | (3 – 0) Jegyzőkönyv | Oross 81' |

| Üllői út, Budapest Nézőszám: 6 000 Játékvezető: Makai János (magyar) |

| 11. forduló 2001. szeptember 30. |

| MTK Hungária                                                  | 3 – 1               | Ferencváros                                     |
| ------------------------------------------------------------- | ------------------- | ----------------------------------------------- |
| Zavadszky 25' Smiljanić 78' 50' Branežac 81' Jezdimirović 72' | (1 – 0) Jegyzőkönyv | Hrutka 50' Dragóner 56' Cheregi 75' Kriston 87' |

| Hungária körút, Budapest Nézőszám: 8 000 Játékvezető: Szabó Zsolt (magyar) |

| 12. forduló 2001. október 13. |

| Zalaegerszegi TE                           | 2 – 0               | Ferencváros         |
| ------------------------------------------ | ------------------- | ------------------- |
| Nagy 47' Kenesei 73' Waltner 18' Csóka 57' | (0 – 0) Jegyzőkönyv | Jović 42' Szűcs 80′ |

| ZTE Stadion, Zalaegerszeg Nézőszám: 8 500 Játékvezető: Hanacsek Attila (magyar) |

| 13. forduló 2001. október 21. |

| Ferencváros          | 0 – 2               | Kispest–Honvéd                                  |
| -------------------- | ------------------- | ----------------------------------------------- |
| Gyepes 54' Pinte 78' | (0 – 1) Jegyzőkönyv | Piroska 29' 77' Sasu 28' Balint 58' Lőrincz 78' |

| Üllői út, Budapest Nézőszám: 5 000 Játékvezető: Kassai Viktor (magyar) |

| 14. forduló 2001. október 24. |

| Újpest                                 | 2 – 2               | Ferencváros                                    |
| -------------------------------------- | ------------------- | ---------------------------------------------- |
| Erős 73' Poljaković 82' 78' Tamási 25' | (0 – 0) Jegyzőkönyv | Dragóner 76' 84' Vén 79' Fülöp 16' Lipcsei 69' |

| Megyeri út, Budapest Nézőszám: 4 000 Játékvezető: Juhos Attila (magyar) |

| 15. forduló 2001. október 28. |

| Ferencváros                                        | 3 – 3               | FC Sopron                                  |
| -------------------------------------------------- | ------------------- | ------------------------------------------ |
| Jović 53' Dragóner 54' 63' Zombori 61' Kriston 36' | (0 – 2) Jegyzőkönyv | Tóth M. 9' Nagy 15' Csiszár 73' (11-esből) |

| Üllői út, Budapest Nézőszám: 6 000 Játékvezető: Sápi Csaba (magyar) |

| 16. forduló 2001. november 3. |

| Videoton                                | 2 – 2               | Ferencváros                 |
| --------------------------------------- | ------------------- | --------------------------- |
| Terjék 5' 40' Komódi 44' (11-esből) 55' | (2 – 1) Jegyzőkönyv | Zombori 26' Lipcsei 67' 44' |

| Sóstói Stadion, Székesfehérvár Nézőszám: 8 000 Játékvezető: Megyebíró János (magyar) |

| 17. forduló 2001. november 9. |

| Ferencváros | 0 – 3               | Dunaferr SE                                                   |
| ----------- | ------------------- | ------------------------------------------------------------- |
| Kriston 84' | (0 – 2) Jegyzőkönyv | Sowunmi 10' 39' Penksa 76' Zováth 21' Salamon 42' Rósa H. 44' |

| Üllői út, Budapest Nézőszám: 4 000 Játékvezető: Dubraviczky Attila (magyar) |

| 18. forduló 2001. november 17. |

| Haladás                | 1 – 3               | Ferencváros                                      |
| ---------------------- | ------------------- | ------------------------------------------------ |
| Leandro 57' (11-esből) | (0 – 1) Jegyzőkönyv | Gyepes 15' Jović 89' 90+2' Kriston 66' Fülöp 76' |

| Rohonci úti stadion, Szombathely Nézőszám: 4 000 Játékvezető: Ábrahám Attila (magyar) |

| 19. forduló 2001. november 20. |

| Debreceni VSC          | 0 – 1               | Ferencváros                                             |
| ---------------------- | ------------------- | ------------------------------------------------------- |
| Aleksic 39' Bajzát 64' | (0 – 1) Jegyzőkönyv | Gyepes 34' Lipcsei 40' Hrutka 45' Fülöp 64' Cheregi 88' |

| Oláh Gábor utcai stadion, Debrecen Nézőszám: 6 000 Játékvezető: Szabó Zsolt (magyar) |

| 20. forduló 2001. november 24. |

| Ferencváros                | 2 – 0               | Vasas                         |
| -------------------------- | ------------------- | ----------------------------- |
| Dragóner 35' 57' Jović 53' | (1 – 0) Jegyzőkönyv | Kovrig 48' Tóth 70' Gyánó 71' |

| Üllői út, Budapest Nézőszám: 3 000 Játékvezető: Bede Ferenc (magyar) |

| 21. forduló 2001. december 2. |

| Győri ETO                                | 1 – 1               | Ferencváros                     |
| ---------------------------------------- | ------------------- | ------------------------------- |
| Nyicsenko 20' Szanyó 55′, 58′ Bajúsz 90' | (1 – 0) Jegyzőkönyv | Fülöp 49' Gera 58' Dragóner 77' |

| Rába ETO Stadion, Győr Nézőszám: 5 000 Játékvezető: Kassai Viktor (magyar) |

| 22. forduló 2001. december 5. |

| Ferencváros                                      | 1 – 3               | MTK Hungária                                         |
| ------------------------------------------------ | ------------------- | ---------------------------------------------------- |
| Lipcsei 63' (11-esből) Fülöp 1′, 40′ Cheregi 29' | (0 – 2) Jegyzőkönyv | Illés 38' 45' Ferenczi 75' Smiljanić 44' Horváth 69' |

| Üllői út, Budapest Nézőszám: 5 500 Játékvezető: Juhos Attila (magyar) |

#### Tavaszi fordulók
| 23. forduló 2002. március 1. |

| Ferencváros                               | 2 – 0               | Zalaegerszegi TE           |
| ----------------------------------------- | ------------------- | -------------------------- |
| Penksa 20' Pinte 49' Kapič 21' Vukmir 68′ | (1 – 0) Jegyzőkönyv | Szamosi 26' Ljubojević 52' |

| Üllői út, Budapest Nézőszám: 8 754 Játékvezető: Szabó Zsolt (magyar) |

| 24. forduló 2002. március 8. |

| Kispest–Honvéd                    | 0 – 4               | Ferencváros                                                                   |
| --------------------------------- | ------------------- | ----------------------------------------------------------------------------- |
| Dulca 7' Batrinu 34' Borgulya 51′ | (0 – 2) Jegyzőkönyv | Gera 6' 47' 30' Penksa 41' Pinte 89' Szkukalek 63' Jović 74' Kriston 76′, 85′ |

| Bozsik József Stadion, Budapest Nézőszám: 6 000 Játékvezető: Juhos Attila (magyar) |

| 25. forduló 2002. március 16. |

| Ferencváros                                                | 2 – 0               | Újpest                                     |
| ---------------------------------------------------------- | ------------------- | ------------------------------------------ |
| Gera 38' Lipcsei 45' (11-esből) Szkukalek 81' Dragóner 90' | (2 – 0) Jegyzőkönyv | Vágner 11' Slončík 42' Tamási 55' Erős 90' |

| Üllői út, Budapest Nézőszám: 15 627 Játékvezető: Hanacsek Attila (magyar) |

| 26. forduló 2002. március 23. |

| FC Sopron                | 2 – 1               | Ferencváros |
| ------------------------ | ------------------- | ----------- |
| Somogyi 25' Javrujan 57' | (1 – 1) Jegyzőkönyv | Gera 42'    |

| Káposztás utcai Stadion, Sopron Nézőszám: 5 000 Játékvezető: Bede Ferenc (magyar) |

| 27. forduló 2002. március 30. |

| Ferencváros                                                      | 4 – 1               | Videoton                          |
| ---------------------------------------------------------------- | ------------------- | --------------------------------- |
| Szili 9' Lipcsei 52' (11-esből) Jović 74' Vén 78' 10' Gyepes 88' | (1 – 1) Jegyzőkönyv | Szalai 32' Vilotic 21' Pomper 51′ |

| Üllői út, Budapest Nézőszám: 7 406 Játékvezető: Dubraviczky Attila (magyar) |

| 28. forduló 2002. április 6. |

| Dunaferr SE         | 0 – 1               | Ferencváros                    |
| ------------------- | ------------------- | ------------------------------ |
| Bagoly 21' Éger 79' | (0 – 1) Jegyzőkönyv | Gera 13' Penksa 50' Vukmir 65' |

| Stadler Stadion, Akasztó Nézőszám: 6 000 Játékvezető: Szarka Zoltán (magyar) |

| 29. forduló 2002. április 10. |

| Ferencváros                                           | 5 – 0               | Haladás                            |
| ----------------------------------------------------- | ------------------- | ---------------------------------- |
| Kriston 11' Gera 56' Lipcsei 57' Kapič 71' Penksa 81' | (1 – 0) Jegyzőkönyv | Flávio Pim 15' Juhász 19' Tóth 74' |

| Üllői út, Budapest Nézőszám: 5 478 Játékvezető: Megyebíró János (magyar) |

| 30. forduló 2002. április 13. |

| Ferencváros  | 0 – 1               | Debreceni VSC                                      |
| ------------ | ------------------- | -------------------------------------------------- |
| Dragóner 89' | (0 – 0) Jegyzőkönyv | Balog 81' (öngól) Hanák 15' Majoroš 67' Kuttor 85' |

| Üllői út, Budapest Nézőszám: 6 500 Játékvezető: Ábrahám Attila (magyar) |

| 31. forduló 2002. április 20. |

| Vasas     | 0 – 0               | Ferencváros |
| --------- | ------------------- | ----------- |
| Juhár 86' | (0 – 0) Jegyzőkönyv | Kapič 84'   |

| Illovszky Rudolf Stadion, Budapest Nézőszám: 3 000 Játékvezető: Makai János (magyar) |

| 32. forduló 2002. április 24. |

| Ferencváros                                     | 4 – 0               | Győri ETO |
| ----------------------------------------------- | ------------------- | --------- |
| Jović 15' 58' Lipcsei 82' Szili 90' Kriston 62' | (1 – 0) Jegyzőkönyv | Böjte 23' |

| Üllői út, Budapest Nézőszám: 6 673 Játékvezető: Bede Ferenc (magyar) |

| 33. forduló 2002. április 27. |

| MTK Hungária  | 0 – 1               | Ferencváros           |
| ------------- | ------------------- | --------------------- |
| Smiljanić 20' | (0 – 1) Jegyzőkönyv | Horváth 11' Pinte 84' |

| Hidegkuti Nándor Stadion, Budapest Nézőszám: 4 000 Játékvezető: Kassai Viktor (magyar) |

| 34. forduló 2002. május 4. |

| Ferencváros                      | 1 – 0               | MTK Hungária              |
| -------------------------------- | ------------------- | ------------------------- |
| Szili 2' Kriston 14' Zombori 90' | (1 – 0) Jegyzőkönyv | Jezdimirović 34' Elek 76′ |

| Üllői út, Budapest Nézőszám: 7 550 Játékvezető: Dubraviczky Attila (magyar) |

| 35. forduló 2002. május 11. |

| Videoton               | 1 – 2               | Ferencváros                                                        |
| ---------------------- | ------------------- | ------------------------------------------------------------------ |
| Tímár 20' 15' Tóth 32' | (1 – 1) Jegyzőkönyv | Lipcsei 43' (11-esből) Penksa 54' Gyepes 10' Gera 26' Dragóner 69′ |

| Sóstói Stadion, Székesfehérvár Nézőszám: 6 000 Játékvezető: Juhos Attila (magyar) |

| 36. forduló 2002. május 18. |

| Újpest                                                               | 3 – 2               | Ferencváros                |
| -------------------------------------------------------------------- | ------------------- | -------------------------- |
| Erős 55' Lőw 59' Herczeg 90' Pető 49' Poljaković 62' Korolovszky 81' | (0 – 0) Jegyzőkönyv | Jović 60' 63' Keller 90+2' |

| Megyeri út, Budapest Nézőszám: 5 000 Játékvezető: Szabó Zsolt (magyar) |

| 37. forduló 2002. május 22. |

| Zalaegerszegi TE      | 1 – 1               | Ferencváros                 |
| --------------------- | ------------------- | --------------------------- |
| Sabo 72' 88' Nagy 44' | (0 – 0) Jegyzőkönyv | Gyepes 57' 2' Szkukalek 33' |

| ZTE Aréna, Zalaegerszeg Nézőszám: 15 000 Játékvezető: Ábrahám Attila (magyar) |

| 38. forduló 2002. május 25. |

| Ferencváros                         | 2 – 0               | Dunaferr SE                               |
| ----------------------------------- | ------------------- | ----------------------------------------- |
| Dragóner 65' Cheregi 90+2' Gera 73' | (0 – 0) Jegyzőkönyv | Balaskó 38' Jäkl 70' Sowunmi 75' Bita 84' |

| Üllői út, Budapest Nézőszám: 6 304 Játékvezető: Dubraviczky Attila (magyar) |

#### Végeredmény (Felsőház)
| # | Csapat                      | J  | Gy | D  | V  | Rg | Kg | Gk  | P  | Megjegyzés                                         |
| - | --------------------------- | -- | -- | -- | -- | -- | -- | --- | -- | -------------------------------------------------- |
| 1 | Zalahús Zalaegerszegi TE FC | 38 | 21 | 8  | 9  | 76 | 47 | +29 | 71 | Bajnok, 2002–2003-as BL 2. selejtezőkör            |
| 2 | Ferencvárosi TC             | 38 | 21 | 6  | 11 | 66 | 39 | +27 | 69 | 2002–2003-as UEFA-kupa selejtező                   |
| 3 | MTK Hungária                | 38 | 21 | 4  | 13 | 62 | 47 | +15 | 67 |                                                    |
| 4 | Dunaferr SE                 | 38 | 17 | 8  | 13 | 71 | 47 | +24 | 59 |                                                    |
| 5 | Videoton FC Fehérvár        | 38 | 15 | 10 | 13 | 56 | 53 | +3  | 55 |                                                    |
| 6 | Újpest FC                   | 38 | 14 | 8  | 16 | 65 | 69 | -4  | 50 | 2002–2003-as UEFA-kupa selejtező (kupagyőztesként) |

1. ↑  Hat pont levonás Németh Viktor jogosulatlan játékáért a 24.-25. fordulóban

#### Eredmények összesítése
Az alábbi táblázatban összesítve szerepelnek a Ferencvárosi TC 2001/02-es bajnokságban elért eredményei.
| Ősz/tavasz (forduló)    | Otthon | Otthon | Otthon | Otthon | Otthon | Otthon | Otthon | Idegenben | Idegenben | Idegenben | Idegenben | Idegenben | Idegenben | Idegenben |
| Ősz/tavasz (forduló)    | M      | GY     | D      | V      | LG–KG  | GK     | P      | M         | GY        | D         | V         | LG–KG     | GK        | P         |
| ----------------------- | ------ | ------ | ------ | ------ | ------ | ------ | ------ | --------- | --------- | --------- | --------- | --------- | --------- | --------- |
| Őszi szezon (1–22.)     | 11     | 5      | 1      | 5      | 18–16  | +2     | 16     | 11        | 5         | 3         | 3         | 16–14     | +2        | 18        |
| Tavaszi szezon (23–38.) | 8      | 7      | 0      | 1      | 20–2   | +18    | 21     | 8         | 4         | 2         | 2         | 12–7      | +5        | 14        |
| Összesen (1–38.)        | 19     | 12     | 1      | 6      | 38–18  | +20    | 37     | 19        | 9         | 5         | 5         | 28–21     | +7        | 32        |

### Magyar kupa
3. forduló
| 2001. október 10. |

| Ferencváros           | 1 – 1               | Újpest                           |
| --------------------- | ------------------- | -------------------------------- |
| Pinte 45' Lipcsei 79' | (1 – 0) Jegyzőkönyv | Korolovszky 72' 114' Szélesi 97' |

| Üllői út, Budapest Nézőszám: 7 500 Játékvezető: Ábrahám Attila (magyar) |

- Tizenegyesekkel (2 – 5) az Újpest FC jutott tovább.

### Egyéb mérkőzések
| 2001. július 4. |

| Bácsfa | 1 – 8       | Ferencváros                                  |
| ------ | ----------- | -------------------------------------------- |
|        | Jegyzőkönyv | Horváth Csiszár Keller Szabó Hámori Földvári |

| Bácsfa |

| 2001. július 5. |

| Legia Warszawa | 2 – 1       | Ferencváros |
| -------------- | ----------- | ----------- |
|                | Jegyzőkönyv | Horváth     |

| Heilingenkreuz |

| 2001. július 11. |

| Ferencváros     | 2 – 1       | KF Tirana |
| --------------- | ----------- | --------- |
| Gyepes Dragóner | Jegyzőkönyv |           |

| Üllői út, Budapest |

| 2001. július 14. |

| Ferencváros | 1 – 2       | FC Bihor |
| ----------- | ----------- | -------- |
| Lipcsei     | Jegyzőkönyv |          |

| Üllői út, Budapest |

| 2002. február 7. |

| Ferencváros        | 1 – 1               | Mladost Apatin |
| ------------------ | ------------------- | -------------- |
| Vén 85' (11-esből) | (0 – 0) Jegyzőkönyv |                |

| Lárnaka |

| 2002. február 7. |

| Ferencváros | 1 – 1               | Sinnyik Jaroszlavl |
| ----------- | ------------------- | ------------------ |
| Zombori 46' | (0 – 1) Jegyzőkönyv | Khomukha 16'       |

| Lárnaka Játékvezető: Krisluka |

| 2002. február 9. |

| Ferencváros             | 3 – 1               | Chunnam Dragons II |
| ----------------------- | ------------------- | ------------------ |
| Varga 38' 65' Fülöp 58' | (1 – 0) Jegyzőkönyv | Kim-Jo-Han 88'     |

| Lárnaka |

| 2002. február 9. |

| Ferencváros         | 1 – 0               | Chunnam Dragons |
| ------------------- | ------------------- | --------------- |
| Gera 79' (11-esből) | (0 – 0) Jegyzőkönyv |                 |

| Lárnaka Játékvezető: Andersen |

| 2002. február 13. |

| Ferencváros                          | 3 – 1               | Spartak Trnava        |
| ------------------------------------ | ------------------- | --------------------- |
| Horváth 2' Kriston 43' Kuznyecov 51' | (2 – 1) Jegyzőkönyv | Gajdos 45' Kostka 40' |

| Lárnaka |

| 2002. február 14. |

| Ferencváros | 1 – 0               | Uralal Elista |
| ----------- | ------------------- | ------------- |
| Varga 79'   | (0 – 0) Jegyzőkönyv |               |

| Lárnaka |

| 2002. február 14. |

| Ferencváros | 0 – 0               | Uralal Elista            |
| ----------- | ------------------- | ------------------------ |
| Gera 43'    | (0 – 0) Jegyzőkönyv | Filipo 30' Szemocska 90′ |

| Lárnaka |

| 2002. február 19. |

| Ferencváros    | 1 – 0               | Zenyit Szankt-Petyerburg |
| -------------- | ------------------- | ------------------------ |
| Gyepes 43' 61' | (1 – 0) Jegyzőkönyv | Ugarov 44'               |

| Üllői út, Budapest Nézőszám: 2 000 |

| 2002. február 23. |

| Ferencváros | 1 – 1               | Homel                                |
| ----------- | ------------------- | ------------------------------------ |
| Gera 32'    | (1 – 0) Jegyzőkönyv | Nazarov 58' Lukasenko 40' Ivanov 72' |

| Üllői út, Budapest Nézőszám: 2 500 |

## Külső hivatkozások
- A csapat hivatalos honlapja (magyarul)
- A 2001–02-es szezon menetrendje a tempofradi.hu-n (magyarul)